# Acetonitril
Acetonitril är en färglös vätska med svag sötaktig doft. Den är den enklaste organiska nitrilen. Den är ett bra lösningsmedel, hörande till klassen aprotiska lösningsmedel, som är lösligt i de flesta andra organiska lösningsmedel, och som själv är ett utmärkt lösningsmedel för många organiska föreningar. Vattenlösligheten är mycket god och den är blandbar med vatten i alla proportioner.

## Användning
Den används som lösningsmedel och syntesintermediär i organisk syntes. Den är en vanlig mobilfas i HPLC, där den har lägre viskositet än metanol vilket är en fördel eftersom kromatografin kan utföras vid lägre tryck. Till skillnad från tetrahydrofuran (THF) bildar den inga explosiva peroxider, vilket ger den en fördel i detta avseende.

## Säkerhet
Acetonitrilånga är retande för luftvägar och ögon. Den är giftig och metaboliseras i kroppen till bland annat cyanid och tiocyanat. Akuta fall ges syrgas mot cyanidförgiftning, i svåra fall ges även natriumnitrit och natriumtiosulfat. Acetonitril är mycket brandfarlig och vid brand kan vätecyanid bildas.